# Norrfällsviken (naturreservat)
Norrfällsviken är ett naturreservat i Kramfors kommun i Västernorrlands län, beläget på en halvö utanför det gamla fiskeläget Norrfällsviken.
Området, som till stor del består av rosa rapakivigranit (nordingrågranit) och vars karga miljö är präglad av landhöjningens effekter, är 174 hektar stort och naturskyddat sedan 1969. Reservatet ligger vid kusten och omfattar yttersta spetsen av Mjällomshalvön, och utgörs av hällmarker och stora klapperstensfält bevuxna med martallar. Klapperstensfälten kallades förr i folkmun för Hin Håles åkrar eller Djävulsåkrarna. Numera heter det största av dem Bådamalen.
I reservatet finns ett fornminnesområde med 14 rösen, i huvudsak från bronsåldern, av vilka de flesta är belägna på klapperfälten.

## Bilder från Norrfällsviken

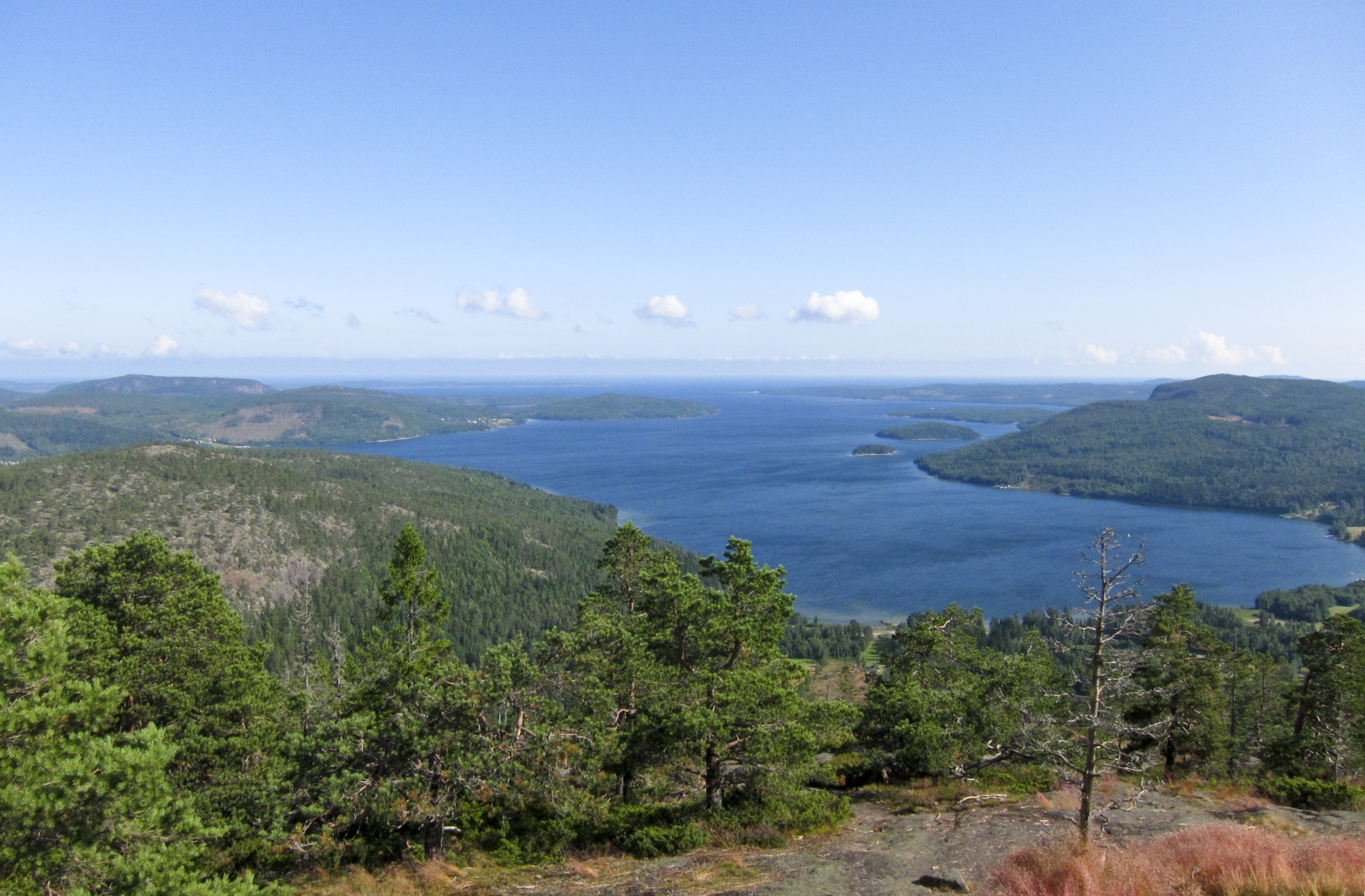
Norrfällsviken sedd från Skuleberget.
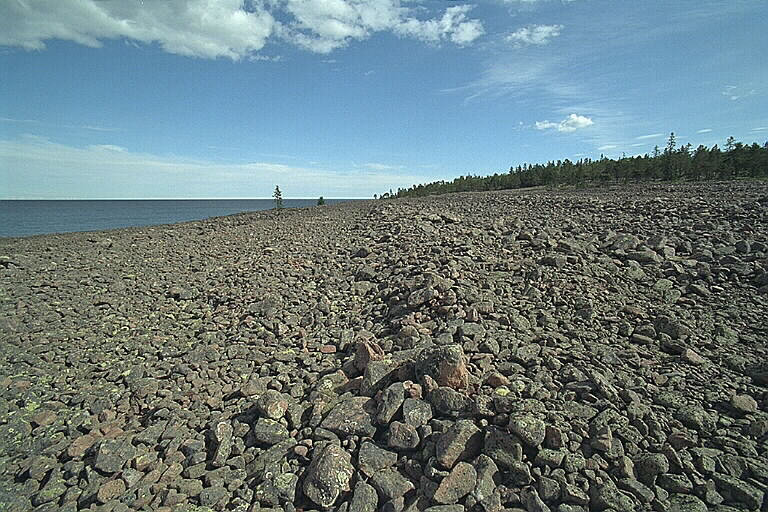
Norrfällsviken.
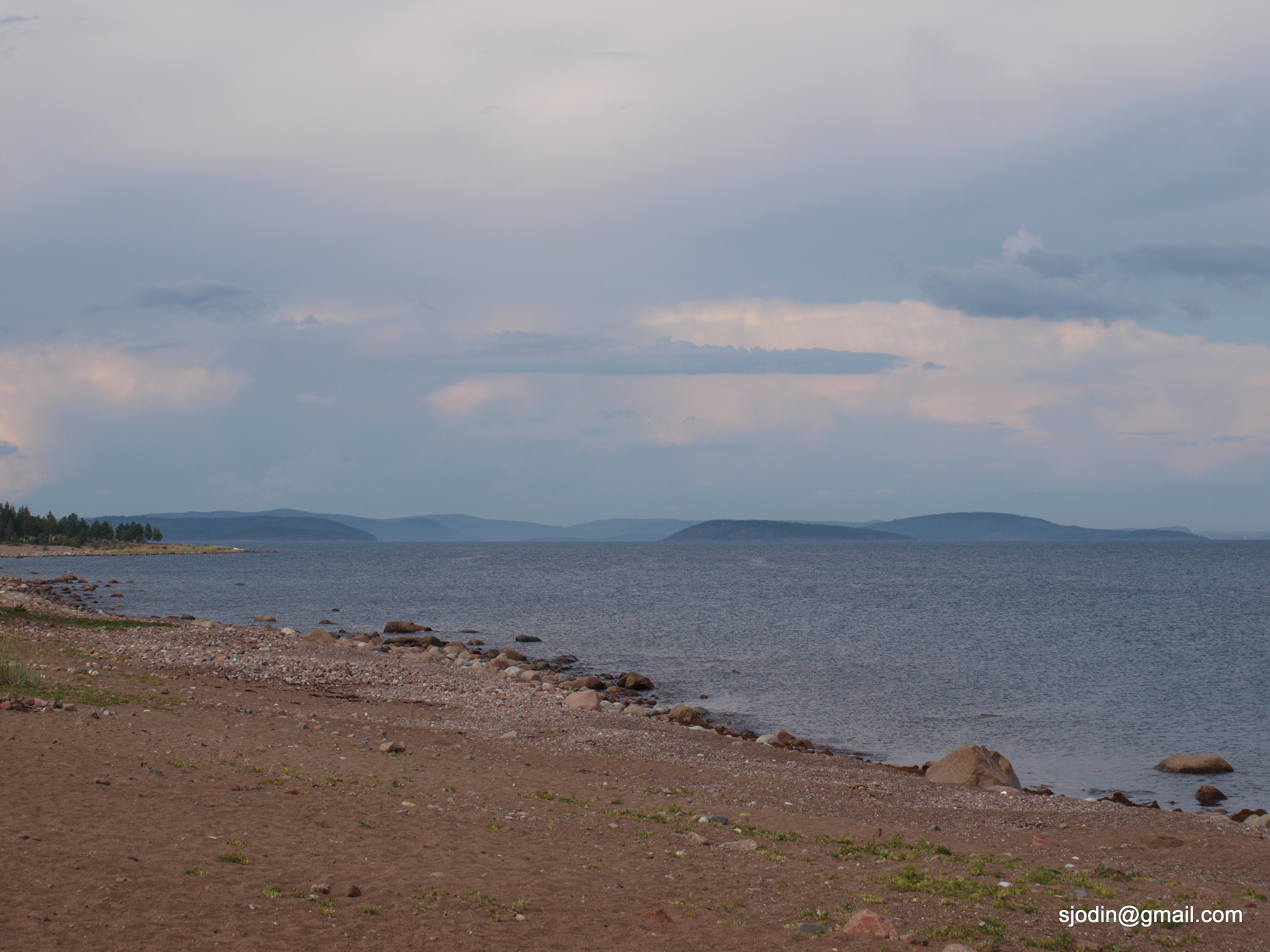
Stranden vid Norrfällsvikens Camping.
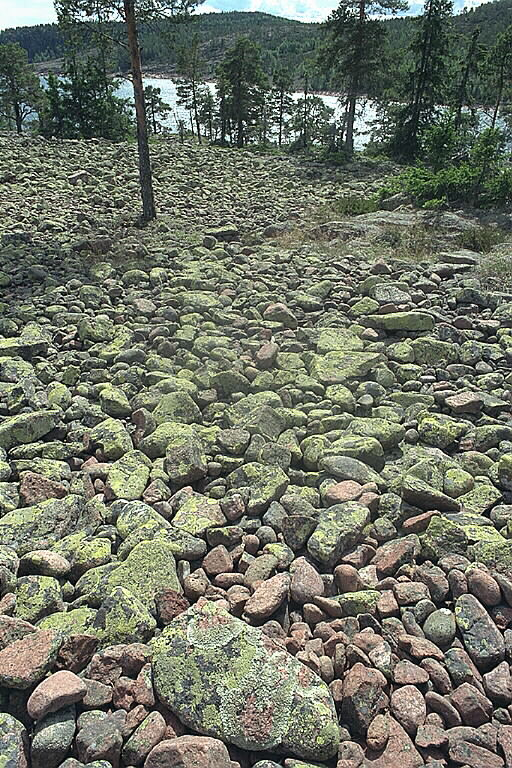
Norrfällsviken.
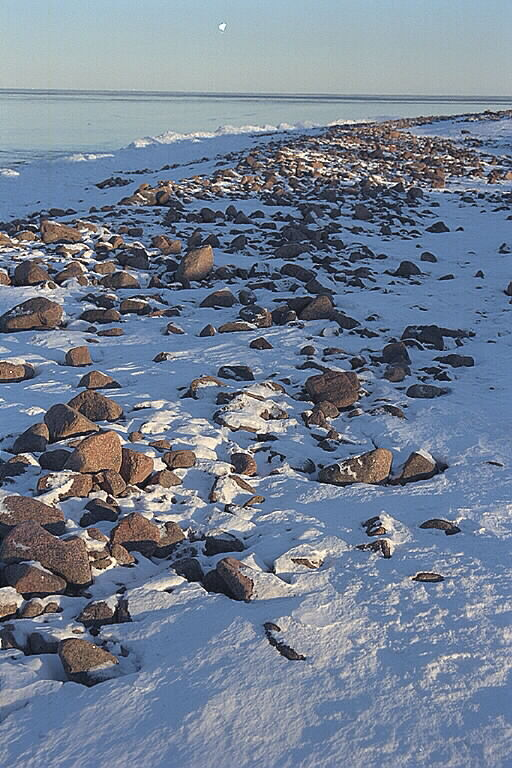
Norrfällsviken.